# Vernon (Kalifornia)
Vernon város az USA Kalifornia államában, Los Angeles megyében. Lakosainak száma 222 fő (2020. április 1.).

## Népesség
A település népességének változása:

| 2010 | 112 |
| 2020 | 222 |